# Communauté métropolitaine de Québec

Logo der CMQ

Die Communauté métropolitaine de Québec (CMQ) ist ein regionaler Zweckverband in der kanadischen Provinz Québec, bestehend aus Gemeinden in der Metropolregion der Provinzhauptstadt Québec. Er wurde am 1. Januar 2002 durch ein von der Nationalversammlung von Québec beschlossenes Gesetz geschaffen. Die CMQ umfasst 28 Gemeinden mit zusammen 800.296 Einwohnern (Stand: 2016), was rund einem Zehntel der Bevölkerung der gesamten Provinz entspricht.

## Aufgaben
Der Rat der CMQ setzt sich aus 17 Mitgliedern zusammen. Von diesen bilden fünf den Exekutivrat (conseil exécutif).
Die CMQ besitzt Planungs-, Koordinations- und Finanzierungskompetenzen in folgenden Bereichen:
- Raumplanung
- Wirtschaftsentwicklung
- Kunst- und Kulturförderung
- Tourismus
- Infrastrukturfinanzierung
- Abfallentsorgung
- Naturschutz
- Öffentlicher Nahverkehr

## Mitgliedsgemeinden
| In der Verwaltungsregion Capitale-Nationale: \| - Beaupré - Boischatel - Château-Richer - Fossambault-sur-le-Lac - Lac-Beauport - Lac-Delage - Lac-Saint-Joseph - L’Ancienne-Lorette - L’Ange-Gardien - Québec - Saint-Augustin-de-Desmaures - Saint-Ferréol-les-Neiges - Saint-François-de-l’Île-d'Orléans - Saint-Gabriel-de-Valcartier \| - Saint-Jean-de-l’Île-d'Orléans - Saint-Joachim - Saint-Laurent-de-l’Île-d'Orléans - Saint-Louis-de-Gonzague-du-Cap-Tourmente - Saint-Pierre-de-l’Île-d'Orléans - Saint-Tite-des-Caps - Sainte-Anne-de-Beaupré - Sainte-Brigitte-de-Laval - Sainte-Catherine-de-la-Jacques-Cartier - Sainte-Famille - Sainte-Pétronille - Shannon - Stoneham-et-Tewkesbury \| | In der Verwaltungsregion Chaudière-Appalaches: - Lévis |
| - Beaupré - Boischatel - Château-Richer - Fossambault-sur-le-Lac - Lac-Beauport - Lac-Delage - Lac-Saint-Joseph - L’Ancienne-Lorette - L’Ange-Gardien - Québec - Saint-Augustin-de-Desmaures - Saint-Ferréol-les-Neiges - Saint-François-de-l’Île-d'Orléans - Saint-Gabriel-de-Valcartier | - Saint-Jean-de-l’Île-d'Orléans - Saint-Joachim - Saint-Laurent-de-l’Île-d'Orléans - Saint-Louis-de-Gonzague-du-Cap-Tourmente - Saint-Pierre-de-l’Île-d'Orléans - Saint-Tite-des-Caps - Sainte-Anne-de-Beaupré - Sainte-Brigitte-de-Laval - Sainte-Catherine-de-la-Jacques-Cartier - Sainte-Famille - Sainte-Pétronille - Shannon - Stoneham-et-Tewkesbury |